# Kuncin
Kuncin (auch Kungshing Kumsi oder Concin, anfangs Maubouc genannt) ist eine osttimoresische Aldeia im Suco Bocolelo (Verwaltungsamt Laulara, Gemeinde Aileu).

## Geographie und Einrichtungen
Die Aldeia Kuncin wurde zusammen mit ihrem Suco Bocolelo 2017 geschaffen. Davor gehörte die Region zum Suco Fatisi. Kuncin liegt im Norden von Bocolelo. Im Süden befindet sich die Aldeia Mauberhatan und im Südwesten die Aldeia Ermequi. Im Osten grenzt Kuncin an den Suco Tohumeta, im Nordosten an die Gemeinde Dili mit dem Suco Dare (Verwaltungsamt Vera Cruz) und im Westen an die Gemeinde Liquiçá mit ihrem Suco Tibar (Verwaltungsamt Bazartete). Die Grenze zu Tibar bildet der Rio Comoro, die Grenze zu Dare der Fluss Beinas. Die Flüsse, die nur in der Regenzeit Wasser führen, treffen an der Nordspitze von Kuncin zusammen. Durch den Suco führt eine Straße, die im Norden in der Landeshauptstadt Dili beginnt und in Sarlala im Süden auf die Überlandstraße in die Gemeindehauptstadt Aileu führt. An ihr liegt am Zusammenfluss von Rio Comoro und Beinas das Dorf Kuncin. Hier befinden sich auch die Grundschule und das Haus des Chefe de Aldeia. Weitere Häuser liegen verstreut entlang der Straße, im Süden gibt es ein zweites Siedlungszentrum in der Aldeia. Eine zweite Straße folgt dem Ostufer des Rio Comoros nach Süden.
Am 5. Juli 2021 wurde in Kuncin eine permanente Polizeistation eröffnet.